# Hyphilaria anthias
Espèce
Hyphilaria anthias est un insecte lépidoptère appartenant à la famille  des Riodinidae et au genre Hyphilaria.

## Dénomination
Hyphilaria anthias a été décrit par William Chapman Hewitson en 1874 sous le nom de Nymhidium anthias.

### Sous-espèces
- Hyphilaria anthias anthias
- Hyphilaria anthias orsedice Godman, 1903 ; présent au Venezuela et en Guyana.

## Description
Hyphilaria anthias est un petit papillon blanc (d'une envergure d'environ 23 mm) dont l'apex des ailes antérieures forme un angle bien marqué, avec une bordure noir au bord costal des ailes antérieures et une bordure plus large du bord externe des ailes antérieures et des ailes postérieures.
Le revers est semblable.

## Écologie et distribution
Hyphilaria anthias est présent en Guyane, en Guyana, au Surinam, au Venezuela, en Colombie, en Équateur, en Bolivie et au Pérou,.

### Protection
Pas de statut de protection particulier.